# 釜山外国语大学
釜山外国语大学（부산외국어대학교）位于韩国釜山广域市的南区，是一间私立学校，于1981年设立并开校。
学校标语为2005年制定的Earth Generation（地球世代）。现在和新西兰的怀卡托大学，美国的艾克朗大学、拜奥拉大学等大学结成学术交流协定。有35种的校内外奖学金和60种社团。常简称为釜山外大。
另一方面，釜山外大阐明了2011年10月25日在釜山金井区南山洞校区进行了开工仪式，预计至2013年竣工，2014年入学的新生进行开学典礼的方针。 

## 历史
釜山外国语大学建于1981年，其办学理念为年轻的理智的思维必需变成国际化的领导人才。釜山外国语大学原为釜山外国语专科大学，于1982年4月招收第一批学生。当时设有英语、法语、日语、汉语、德语、印度尼西亚语、马来语和泰语，供学生学习。在80年代，釜山外国语专门大学不断扩大其规模，并于1991年升级为综合性大学。截至2009年，釜山外国语大学已经与24个国家的94间大学达成学术交换计划的协定。

## 课程设置
釜山外国语大学共有7间学院、4间研究生院及9间研究所。部分语言学院还分成中英日三种学院，欧洲研究机构和亚洲研究机构。另外除英语外，亦有其他西方语言专业，如法语、意大利语、西班牙语、葡萄牙语、俄语、德语等。东方语言方面，除日语和汉语外，还有泰语、越南语、印度尼西亚语、马来语、缅甸语、印地语、阿拉伯语、土耳其语、乌兹别克语。
大学也提供项目给学生研习韩国语及韩国文学、国际学、国际法、国际商务和信息科技。

## 结构

### 院系
- 英日中学院
  - 英语系
    - 旅游与会展英语专业
    - 交际与翻译专业
    - 英美文学与文化专业
    - 信息科技英语专业

  - 交际日语系
    - 日语翻译专业
    - 日本语言文学专业

  - 商务日语专业
    - 酒店与旅游日语专业
    - 商务与科技日语专业

  - 汉语系
    - 汉语翻译专业
    - 中国语言文化专业
- 西方语言学院
  - 法语系
  - 德语系
  - 西班牙语系
  - 葡萄牙语系
  - 俄语系
  - 意大利语系
  - 欧盟地区贸易系
- 东方语言学院
  - 泰语系
  - 印度尼西亚-马来语系
  - 阿拉伯语系
  - 印地语系
  - 越南语系
  - 缅甸语系
  - 土耳其及中亚语言系（哈萨克语，乌兹别克语）
  - 中国贸易系
- 人文社会学院
  - 韩国语言文化系
    - 韩国文学专业
    - 对外韩语专业
    - 外国人韩国语言文学专业

  - 视觉传媒系
  - 历史旅游系
  - 法律与警察系
    - 法律专业
    - 警察专业

  - 外交系
  - 社会福利系
- 商学院
  - 管理系
    - 国际管理专业
    - 服务管理专业

  - 国际贸易系
  - 资料管理系
  - 会计与税务行政系
    - 会计与财务专业
    - 税务专业

  - 经济系
  - 电子商务专业
  - 国际文秘专业
  - 对俄罗斯和印度贸易系
    - 俄罗斯经贸与区域研究专业
    - 印度经贸与区域研究专业
- 理工学院
  - 数学与信息系
  - 计算机工程系
  - 数字媒体工程系
    - 多媒体专业
    - 资讯交流专业

  - 嵌入式信息技术系
  - 社会体育系
    - 社会体育专业
    - 运动管理专业
    - 高尔夫专业
- 教育联系学院

### 研究生院
- 研究生院
  - 硕士课程
    - 英语文学系　日本文学系　中国文学系　法学系　韩国系　对外韩语系　国际区域系　比较文学系　电子计算机系　社会体育系

  - 博士程
    - 英语文学系　日本文学系　中国文学系　法学系　韩国系　对外韩语系　国际区域系　比较文学系　电子计算机系　社会体育系
- 教育研究院
  - 国语教育专业　英语教育专业　日语教育专业　一般社会教育专业　产业信息教育专业　数学教育专业　体育教育专业　对外韩语教育专业　历史教育专业
- 国际贸易管理研究院
  - 中国贸易管理专业　东盟国家贸易管理专业
- 翻译研究院
  - 韩英专业　韩日专业　韩中专业　韩英日专业　韩英中专业
- 对外英语教学（TESOL）研究院
  - TESOL专业
- 工商管理硕士课程

## 安全事件

### 2014年迎新被積雪壓垮事件
慶州積雪壓垮事件（韓語：경주 마우나오션리조트 체육관 붕괴 사고）指2014年2月17日20時30分，韓國慶州市度假村的體育館（禮堂）屋頂遭積雪壓垮的事件。壓垮時，南韓釜山外大正在辦迎新營，565名準新生在聽音樂會；20時10分開始有倒塌迹象，400餘名學生陸續逃出，20時30分壓垮一刻尚有100多名學生在館內。至少10死124傷。
屋頂材料只有1cm厚度的兩塊板材併接，裡面塞入10cm的泡沫塑料。體育館大部分用夾芯板建成，疑似是臨時建築。